# Maggie Nichols
Pour les articles homonymes, voir Nichols.
Margaret Nichols, dite Maggie Nichols, est une gymnaste artistique américaine, née le 12 septembre 1997 à Little Canada (Minnesota).

## Biographie
En 2015, elle est, derrière Simone Biles, la meilleure gymnaste américaine, remportant deux médailles aux championnats du monde. La même année, elle est la première à dénoncer auprès de la fédération américaine les abus sexuels perpétrés par le médecin Larry Nassar, mais sa plainte est d'abord étouffée et l'affaire commence vraiment lorsque le journal The Indianapolis Star révèle les premiers témoignages en septembre 2016, aboutissant plus tard à la condamnation de Nassar en juillet 2017. Entre-temps Maggie Nichols, malgré ses performances, n'est pas retenue pour faire partie de l'équipe olympique américaine en 2016. Elle décide alors de quitter l'élite pour poursuivre sa pratique de la gymnastique au sein du championnat universitaire, remportant de plusieurs titres individuels ou par équipes avec les Sooners de l'Oklahoma.

## Palmarès

### Championnats du monde
- Glasgow 2015
  -  médaille d'or au concours par équipes
  -  médaille de bronze au sol